# Ronyó
Els ronyons o renyons són dos òrgans presents en els animals vertebrats, que filtren la sang de l'aparell circulatori i permeten l'excreció a través de l'orina de diversos residus metabòlics de l'organisme mitjançant un sistema funcional complex que inclou mecanismes de filtració, absorció i excreció.
Tenen forma de fesol, i en l'ésser humà cadascú té, aproximadament, la grandària del seu puny tancat. Estan ubicats en el retroperitoneu, just sota les costelles, a l'altura de les primeres vèrtebres lumbars. L'eix longitudinal del ronyó d'un individu adult té, de mitjana, 11 cm i es consideren normals xifres entre els 9 i els 13 cm. El ronyó esquerre és un xic més gran. Existeix una asimetria renal quan hi ha una diferència de longitud superior a 1,5 cm entre ambdós ronyons. El diàmetre transvers del ronyó oscil·la entre els 4,5 i els 6 cm. Per regla general, el ronyó dret se situa en una posició lleugerament inferior a la del ronyó esquerre a causa del gran espai que ocupa el fetge en la regió dreta de l'abdomen i només en alguns rars casos aquest ronyó està ubicat dejús del diafragma, provocant una elevació ipsilateral anòmala del múscul. La seva zona convexa està orientada cap a la part lateral del cos i la còncava cap a la part medial. Al centre de la zona còncava es troba l'hil renal, per on entren l'artèria renal que subministra sang al ronyó i la vena renal que la drena a la vena cava inferior. L'artèria renal es ramifica progressivament, formant les artèries interlobulars, les artèries arcuades, les artèries interlobel·lars i les arterioles eferents que irriguen els corpuscles de Malpighi. Al seu torn, aquestes arterioles es divideixen en els capil·lars glomerulars i de la càpsula de Bowman. De l'hil també surt l'urèter, estructura tubular que recull l'orina i la porta fins a la bufeta urinària. Adjacents al pol superior de cada ronyó i envoltades pel teixit adipós perirenal estan situades les glàndules suprarenals. Els ronyons estan innervats pels nervis renals, els quals s'originen en els ganglis celíacs, estructures pertanyents al sistema nerviós autònom simpàtic situades a ambdues bandes del tronc arterial celíac, sobre l'artèria aorta abdominal i just por sota del diafragma. També reben estímuls del sistema nerviós parasimpàtic a través de petites branques del nervi vague abdominal. Els nervis renals formen el plexe renal, l'activitat de la majoria d'ells és vasomotora i acompanyen a les artèries renals en el seu trajecte d'entrada a l'òrgan.
Cada dia els ronyons processen uns 180 litres de sang. per a produir, aproximadament, 1,5 litres d'orina, una solució líquida composta d'aigua i diverses substàncies en quantitat variable que s'eliminen de l'organisme, procedents del metabolisme corporal. L'orina baixa contínuament cap a la bufeta urinària a través dels urèters. La bufeta emmagatzema l'orina fins al moment que l'expulsa a l'exterior en la micció.

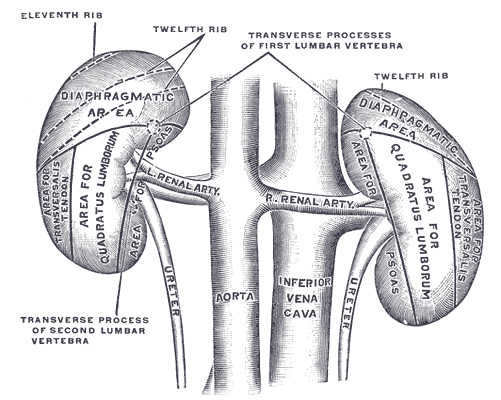
Relacions arterials i venoses dels ronyons. Visió posterior.
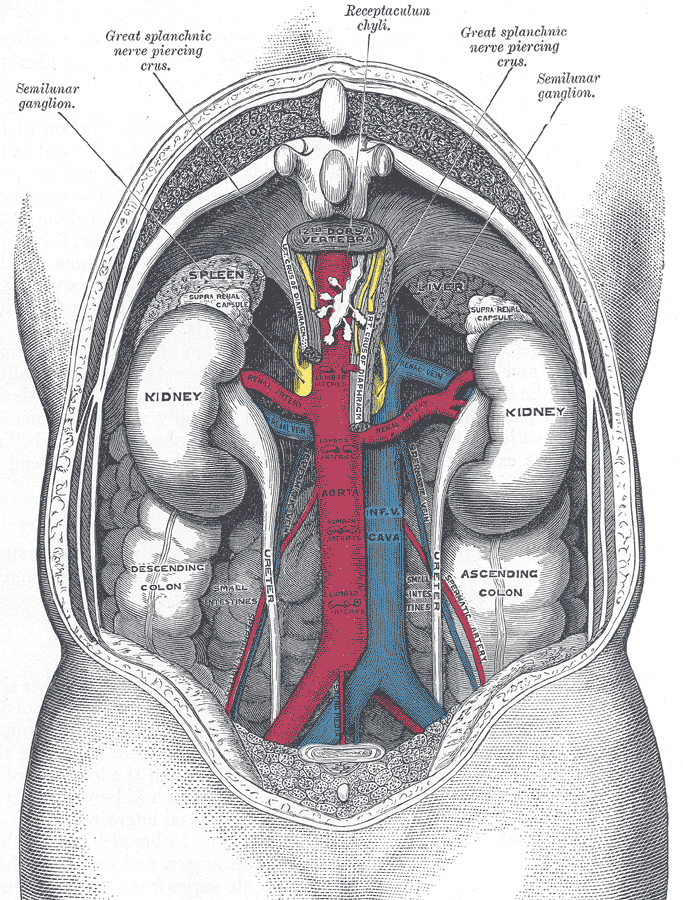
Els ronyons vistos des de l'esquena, sense la columna vertebral

## Embriologia
Els ronyons dels mamífers es formen a partir del mesoderm intermedi. El seu procés de desenvolupament (nefrogènesi) té lloc en tres fases successives: pronefros, mesonefros i metanefros. El metanefros és l'estructura precursora del ronyó definitiu.

## Funcions del ronyó
En els humans la seva mida és similar a la d'una mà tancada, té color vermell fosc i el seu pes és de 125 a 155g.
Les seves funcions principals són:
- Participar en l'homeòstasi química, energètica, metabòlica i tèrmica del cos:
  - Eliminant productes residuals del metabolisme a través de l'excreció d'orina
  - Regulant el volum dels fluids extracel·lulars, absorbint o eliminant aigua durant el procés de filtrat
  - Regulant la producció d'orina.
  - Controlant la reabsorció dels electròlits.
- El ronyó també secreta dos hormones importants: l'eritropoetina, i la renina.
- Participa en la formació de la vitamina D.[10]
- Forma glucosa (gluconeogènesi)[11]

## Filtrat
La filtració ocorre en petites unitats col·locades dintre dels ronyons anomenades nefrones. Cada ronyó té al voltant d'un milió de nefrones i cadascuna d'elles pot filtrar, de mitjana i en individus sans, 80±40 nanolitres per minut. Quan es produeix la pèrdua o el dèficit funcional d'un nombre important d'elles, l'organisme estimula la hiperactivitat i el creixement compensatori de les restants. A la nefrona, el glomèrul -que és un petit cabdell de capil·lars sanguinis- està envoltat per la càpsula de Bowman, que es continua amb un petit tub col·lector d'orina anomenat túbul, el qual té dues parts ben diferenciades funcionalment: túbul proximal i túbul distal. En les nefrones es produeix un complicat intercanvi de substàncies químiques (glucosa, aminoàcids, fosfat, cations sodi, anions clorur, cations potassi, cations calci, cations oxoni, anions hidrogencarbonat i aigua) a mesura que es va filtrant la sang i surten les deixalles (bàsicament urea, i en menor proporció creatinina, nitrogen, clorurs, cetoesteroïdes, fòsfor, amoni, i àcid úric) diluïdes amb l'aigua surten i entren al sistema urinari. La retroalimentació túbuloglomerular i el reflex miogénic formen una unitat funcional en les arterioles aferents renals que regulen el flux sanguini de cada nefrona i la filtració glomerular. Gràcies a això, les interaccions entre ambdós mecanismes generen una oscil·lació sincrònica automantinguda de la transferència de substàncies en els ronyons que assegura un filtrat correcte. Els elements formes de la sang (eritròcits, leucòcits i plaquetes) i les proteïnes plasmàtiques no poden creuar la membrana basal glomerular, per això l'orina primitiva que arriba a l'interior de la càpsula de Bowman després de travessar també la xarxa de podòcits situada a la seva paret visceral amb la funció d'evitar el pas de macromolècules, té una composició similar a la del plasma, excepte pel que fa a les proteïnes. Perquè hi hagi filtració glomerular és necessària l'existència de suficient pressió sanguínia en els capil·lars dels glomèruls (≥60 mmHg de pressió arterial sistèmica). Una xifra inferior no pot forçar el pas de l'aigua i els soluts cap a l'espai capsular de Bowman.
Al principi, els túbuls reben una barreja de deixalles i substàncies químiques que el cos encara pot usar. Els ronyons amiden les substàncies químiques, tals com el sodi, el fòsfor i el potassi, i les envien de tornada a la sang que les retorna al cos gràcies al funcionament de les bombes de Na+/K+ existents a la cara basal de les cèl·lules tubulars. D'aquesta manera, els ronyons regulen la concentració d'aquestes substàncies en el cos. Es necessita un equilibri correcte per a mantenir la vida, però les concentracions excessives poden ser perjudicials.
A més de retirar les deixalles, els ronyons alliberen tres hormones importants: 
1. Eritropoetina, que estimula la producció de glòbuls vermells per la medul·la òssia.[22]
2. Renina,[23] que regula la pressió arterial.[24]
3. La forma anàloga activa de la vitamina D (calcitriol),[25] que ajuda a mantenir el calci per als ossos i l'equilibri químic normal del cos.

## Malalties que afecten els ronyons
Algunes malalties renals, sovint com a resultat de lesió o intoxicació, evolucionen amb rapidesa. Però gairebé totes les malalties dels ronyons destrueixen les nefrones lenta i progressivament. Potser passen molts anys o fins i tot decennis abans que es manifesti el dany.
Les dues causes de malaltia dels ronyons més comuns són la diabetis mellitus (que causa la nefropatia diabètica) i la hipertensió arterial.

### Hereditàries o congènites
- Agenèsia renal.[30]

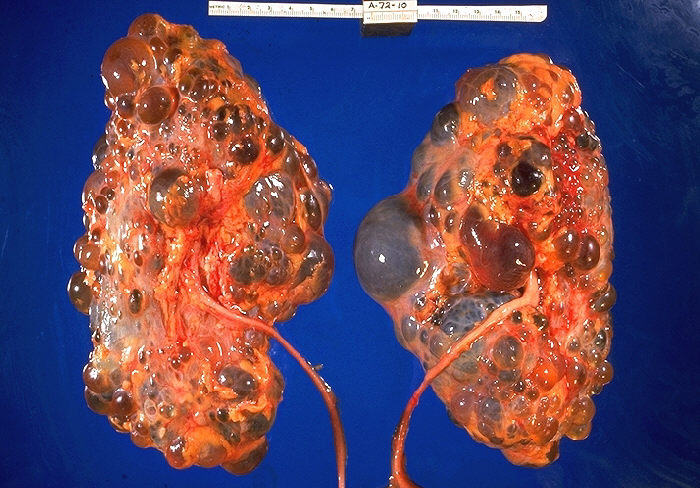
Malaltia poliquística renal

- Agenèsia renal unilateral en el context d'una síndrome de Zinner.[31][32]
- Hipoplàsia renal.[33]
- Ectòpia renal.[34]
- Disgenèsia tubular renal.[35]
- Displàsia multiquística renal.[36]
- Malaltia de Charcot-Marie-Tooth amb glomerulopatia.[37]
- Malaltia d'Erdheim-Chester.[38]
- Microangiopatia trombòtica renal per deficiència congènita de cobalamina C.[39]
- Poliquistosi renal.[40]
- Ronyó en ferradura.[41]
- Ronyó en L (amb anomalies vasculars associades o sense).[42]
- Síndrome i fenomen del trencanous.[43][44]
- Síndrome de Bardet-Biedl.[45]
- Síndrome de Bartter.[46]
- Síndrome de Birt-Hogg-Dubé.[47]
- Síndrome de Cowden.[48]
- Síndrome de Fanconi (en adults pot ser adquirida).[49]
- Síndrome de Fraley.[50]
- Síndrome d'Abderhalden–Kaufmann–Lignac (cistinosi nefropàtica).[51]
- Síndrome d'Alport.[52]
- Síndrome de Gitelman.[53]
- Síndrome d'Ivermark.[54]
- Síndrome de Zellweger.[55]
- Síndrome DICER1.[56]
- Síndrome HANAC.[57]
- Síndrome oculocerebrorenal de Lowe.[58]
- Síndrome papil·la òptica/ronyó (renal coloboma syndrome).[59]
- Glomerulopatia col·lapsant associada a la síndrome de Galloway-Mowat.[60]
- Nefronoptisi.[61]
- Nefritis intersticial cariomegàlica.[62]
- Nefropatia per anèmia de cèl·lules falciformes.[63]
- Malaltia de Cacchi-Ricci.[64]
- Malaltia de Dent.[65]

### Adquirides
- Crisi renal per esclerodèrmia.[67]

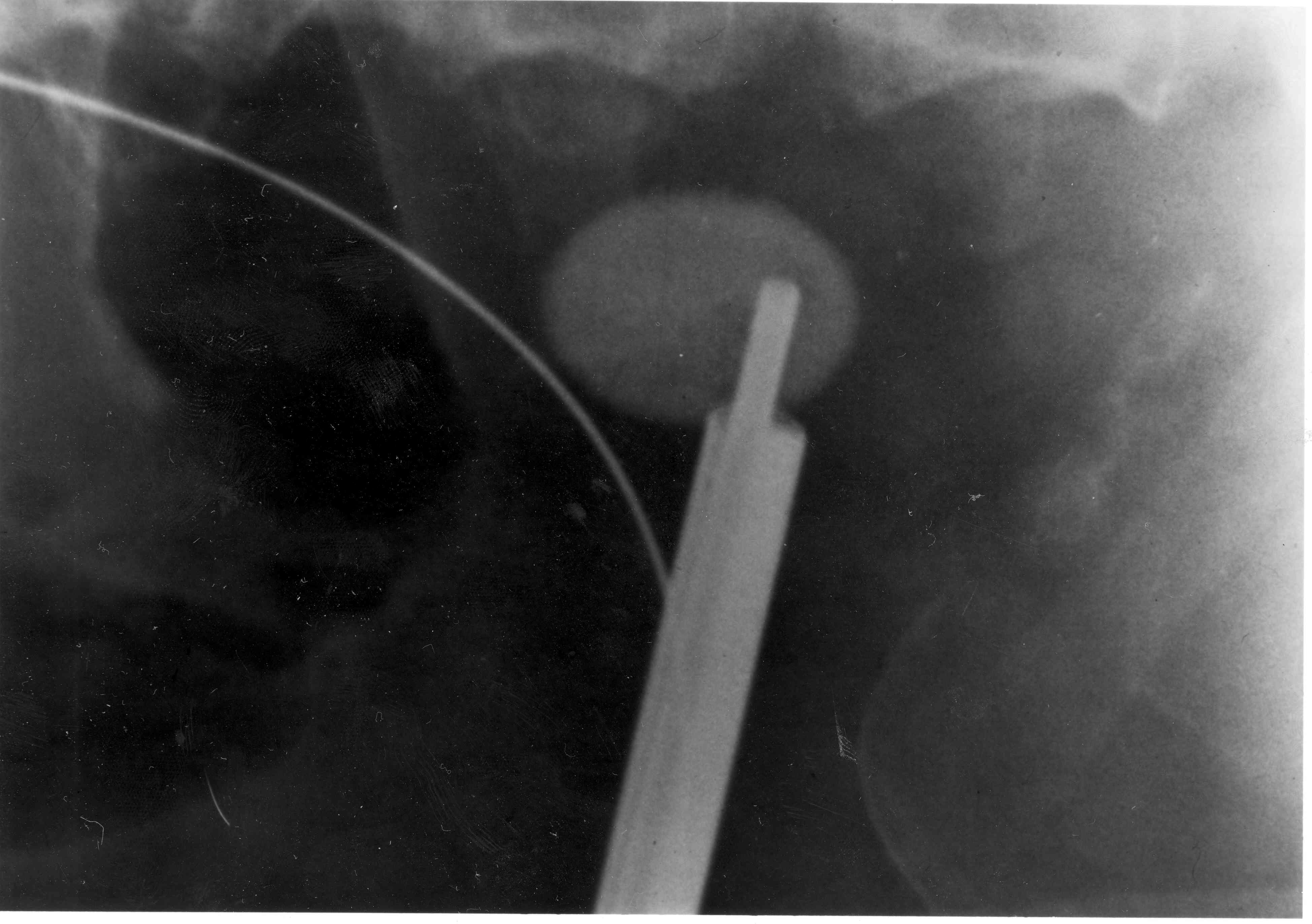
Càlcul renal

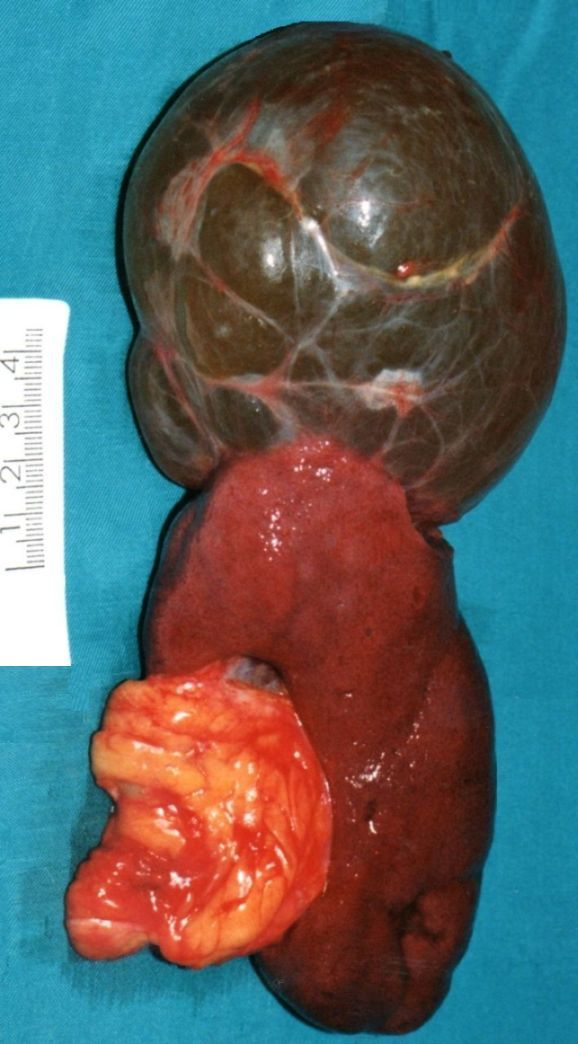
Quist renal simple de grans dimensions

- Acumulació als podòcits renals de fosfolípids induïda per ranolazina (un fàrmac emprat per prevenir o tractar l'angina de pit).[68]
- Pielonefritis.
- Pielonefritis xantogranulomatosa.[69]
- Càlcul renal.
- Djenkolisme.[70]
- Depleció podocitària per preeclàmpsia.[71]
- Nefropatia diabètica.[72]
- Glomerulonefritis.[73]
- Insuficiència renal per temperatura ambient elevada.[74]
- Insuficiència renal aguda en el context d'una síndrome BRASH.[75]
- Nefropatia anti-megalina (una proteïna pertanyent a la família de les LMBDs, anomenada en anglès LDL receptor related protein 2).[76]
- Nefropatia associada a la infecció pel virus del Zika.[77]
- Nefropatia crònica per liti.[78]
- Nefropatia endèmica dels Balcans.[79]
- Nefropatia per IgA (malaltia de Berger).[80]
- Nefropatia per poliarteritis nodosa.[81]
- Glomerulonefritis fibril·lar congofílica.[82]
- Glomerulonefritis ràpidament progressiva.[83]
- Nefropatia per reflux.[84]
- Nefropatia membranosa.[85]
- Nefropatia mesoamericana.[86]
- Nefropatia per analgèsics.[87]
- Nefropatia membranosa per mercuri.[88]
- Nefropatia per exposició al cadmi.[89]
- Nefropatia per warfarina.[90]
- Nefropatia aguda per ingesta de parafenilendiamina.[91]
- Nefropatia aguda per consum de MDMA.[92]
- Hipertensió arterial.[93]
- Glomeruloesclerosi focal segmentària.[94]
- Glomeruloesclerosi focal segmentària per abús d'esteroides anabòlics.[95]
- Glomerulonefrosi (un tipus de lesió del glomèrul que apareix en malalties renals no inflamatòries).
- Glomerulopatia C3.[96]
- Glomerulopatia immunotactoïde (fibril·lar).[97]
- Hidronefrosi (pot ser també congènita).[98]
- Nefritis intersticial.[99]
- Nefritis focal bacteriana aguda.[100]
- Nefritis lúpica.[101]
- Nefrocalcinosi.[102]
- Nefrosi osmòtica.[103]
- Necrosi tubular aguda.[104]
- Necrosi cortical aguda per consum de metamfetamina.[105]
- Osteodistròfia renal.[106]
- Ronyó de Page.[107]
- Ronyó del mieloma múltiple.[108]
- Síndrome cardio-renal.[109]
- Síndrome hemolítica-urèmica.[110]
- Síndrome nefròtica.[111] Rarament, aquesta síndrome té un origen congènit.[112]
- Síndrome TAFRO.[113]
- Síndrome de Goodpasture.[114]
- Síndrome de Wunderlich.[115]
- Malaltia de Nasrf.[116]
- Tumors renals:[117]
  - Angiomiolipoma renal.[118]
  - Angiomiolipoma renal amb quistos epitelials.[119]
  - Nefroma quístic renal.[120]
  - Neoplàsia papil·lar renal amb polaritat reversa.[121]
  - Oncocitoma renal.[122]
  - Limfoma renal primari.[123]
  - Mieloma renal.[124]
  - Adenoma renal.[125]
  - Adenoma renal metanèfric.[126]
  - Reninoma.[127]
  - Leiomiosarcoma renal.[128]
  - Sarcoma renal sinovial primari.[129]
  - Tumor mixt epitelial i estromal del ronyò.[130]
  - Tumor neuroectodèrmic renal primari.[131]
  - Tumor de Wilms (nefroblastoma).[132]
  - Carcinoma renal.
    - Carcinoma renal cromòfob.[133]
    - Carcinoma de cèl·lules renals.[134]
    - Carcinoma psammomatós hialinitzant bifàsic de cèl·lules renals.[135]
    - Carcinoma urotelial renal.[136]